# 鍋島治茂
鍋島 治茂（なべしま はるしげ）は、肥前鹿島藩7代藩主、のち肥前佐賀藩8代藩主。佐賀藩第5代藩主・鍋島宗茂の十男で、第6代藩主・宗教と第7代藩主・重茂の弟。藩政の抜本的な改革に着手した名君として知られ、佐賀藩中興の祖と呼ばれている。肥前守、大名当主名「松平肥前守治茂」。
鹿島藩主時代は直煕（なおひろ）、佐賀藩主となってからは将軍徳川家治から偏諱の授与を受けて治茂と名乗った。

## 生涯
宝暦9年（1759年）に鹿島藩第6代藩主鍋島直郷の養子となり、宝暦13年（1763年）に第7代鹿島藩主となる。明和7年（1770年）、第7代佐賀藩主鍋島重茂が38歳で死去し、嗣子が無かったため、その跡を継ぎ第8代藩主となった。安永3年（1774年）、第7代小城藩主鍋島直愈が有栖川宮織仁親王下向の際の馳走役を命じられた際、費用の捻出に窮し、馳走役を返上することもできず、幕府に7000両の借銀を願い出たが、これが元で幕府から直愈が処分（出仕差控）された他、治茂自身も処分（拝謁遠慮）を受けている。
こうした佐賀藩の現状に憂慮した治茂は、藩政の抜本的な改革に着手する。側近の石井鶴山を熊本藩に派遣し、藩政改革の成功要因を視察させ、石井の「藩政改革の成功の秘訣は人材の育成にあり」との復命を受けて、天明元年（1781年）、古賀精里に命じて佐賀城に近い松原小路に藩校弘道館を設立した。米筈の発行といった経済政策も積極的に推進し、六府方や徒罪方の設置といった特筆すべき藩の組織改革も進めた。教養も深く、自らも詩文にすぐれた。
文化2年（1805年）、61歳で死去した。跡を長男の直懿（斉直）が継いだ。
孫の鍋島直正の代には、佐賀藩は藩政改革を成し遂げ、明治維新では薩長土肥で西南雄藩の一角を占める快挙を成し遂げるが、その基盤をつくったのは、この治茂の改革が起源とされ、今日でも名君、中興の祖として評価が高い。

## 系譜
- 父：鍋島宗茂（1687-1755）
- 母：雪 - 小代重貞の娘
- 養父：鍋島直郷（1718-1770）
- 養父：鍋島重茂（1733-1770）
- 正室：当姫 - 中院通枝の娘
- 継室：雍姫 - 井伊直幸の娘
- 継々室：寿姫 - 大給松平乗薀の娘
- 側室：利嘉 - 福岡義英の娘
  - 長男：鍋島斉直（1780-1839） - 宗家を継ぐ
  - 女子：誠 - 榊原政令正室
  - 女子：於哲 - 哲仙院、諫早敬輝室
- 側室：ミン - 小代重道の娘
  - 六男：鍋島直彜（1793-1826） - 鍋島直宜の養子
- 側室：北御門氏
  - 女子：悌操院 - 鍋島直宜正室
- 側室：絹 - 増田武堯の娘
  - 四男：鍋島直道（1789-1820） - 鍋島直温の養子
  - 女子：於變 - 鍋島直章室
- 側室：コノ - 村松武明の養女、横山景豊の娘
  - 七男：鍋島直与（1798-1864） - 神代直興、鍋島直温の養子
  - 女子：中院通繁室
  - 十女：観 - 伊達宗紀正室
  - 女子：久世通理室
  - 十三女：登（なる） - 鍋島斉直の養女、三浦誠次正室
  - 女子：鍋島直正正室 - 後に鍋島茂敬室
- 養子
  - 男子：鍋島直宜（1763/62-1820） - 鹿島家を継ぐ、鍋島直員の四男
  - 女子：鍋島直温室 - 堀河康実の娘
  - 女子：親 - 正親町公明室、鍋島直員の娘